# Şefkat Nişanı
Nisan-ı Şefkat (Ordine della Carità), fu un ordine cavalleresco concesso dall'Impero ottomano.

## Storia
L'Ordine Nisan-ı Şefkat venne fondato nel 1878 dal sultano turco Abdul-Hamid II come premio esclusivamente femminile per onorare quelle donne che, in tempi di guerre o catastrofi, si fossero distinte particolarmente a favore del prossimo con atti di assistenza e carità.
Questo premio, nella cultura occidentale, è assimilabile per l'epoca alla medaglia della Croce Rossa concessa in molti paesi, ma la fondazione di questo ordine si rese necessaria per la connotazione all'epoca "troppo occidentale" della fondazione di un ramo turco della Croce Rossa.

## Insegna
- La medaglia dell'Ordine è costituita da una stella a cinque punte smaltata di rosso, bordata d'oro e pomata d'argento, riportante in centro un medaglione d'oro col thugra del sultano concedente l'onorificenza, circondato da un anello a smalto verde. Dietro le braccia della stella si trova una corona di rose a smalti verdi e rosa miste ad una stella di brillanti.
- Il nastro era bianco con una striascia verde-rossa-verde per lato.

## Insigniti notabili
- Makbule Leman Hanım
- Hatice Nakiye Hanım
- Şair Nigâr Hanım
- Fatma Aliye Hanım
- Fatma Şadiye Hanım
- Halide Edib Adıvar
- Ayşe Sıdıka Hanım
- Olga Sergeyevna